# Madden NFL 10
Madden NFL 10 è un videogioco sportivo sviluppato e pubblicato dall'Electronic Arts nel 2009 per le principali piattaforme di gioco. Il gioco fa parte della serie Madden NFL.